# Schloss Ramspau
Schloss Ramspau ist ein barockes Landschloss im Ortsteil Ramspau des oberpfälzischen Marktes Regenstauf. Es liegt am westlichen Ufer des Regens.

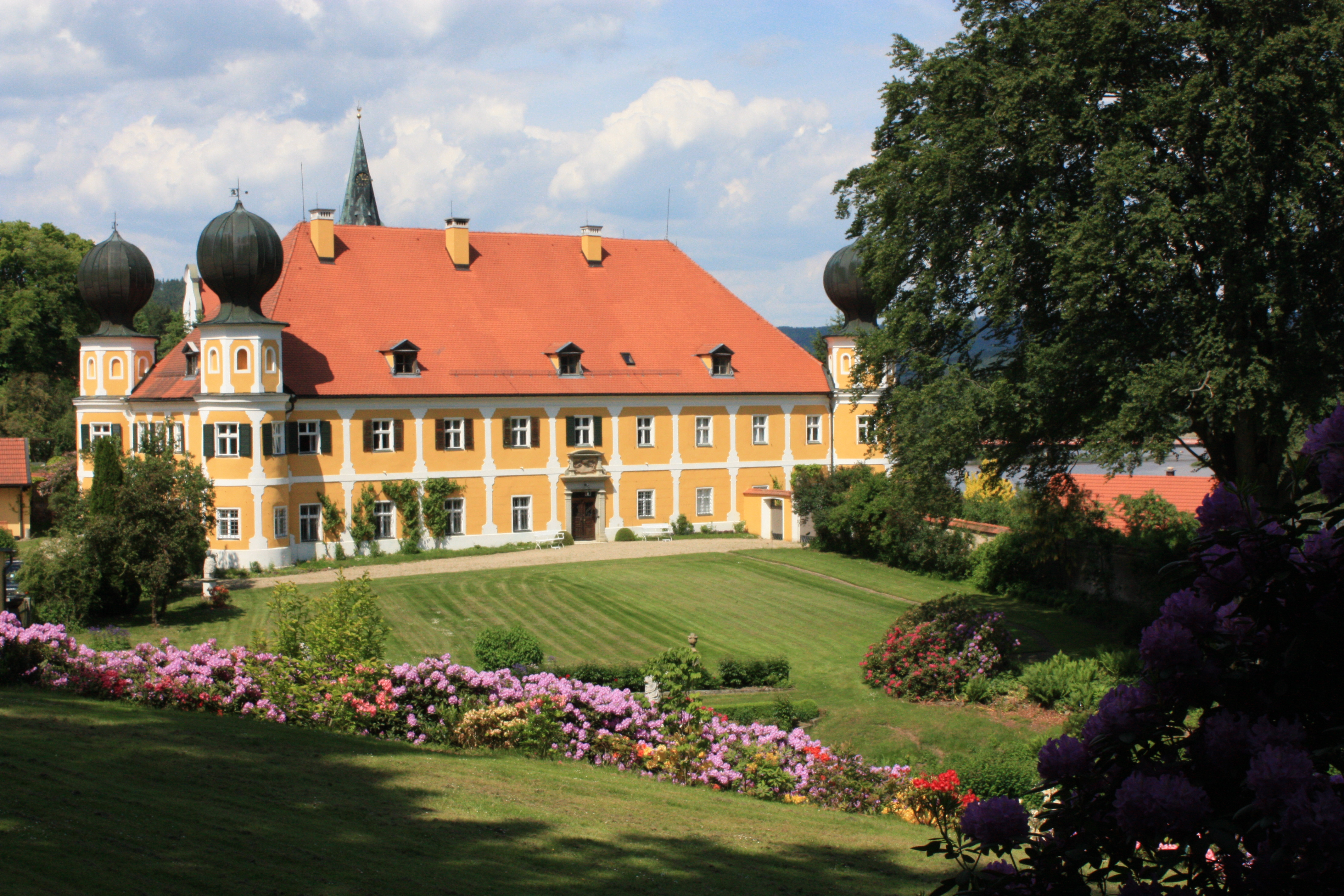
Schloss Ramspau mit Garten

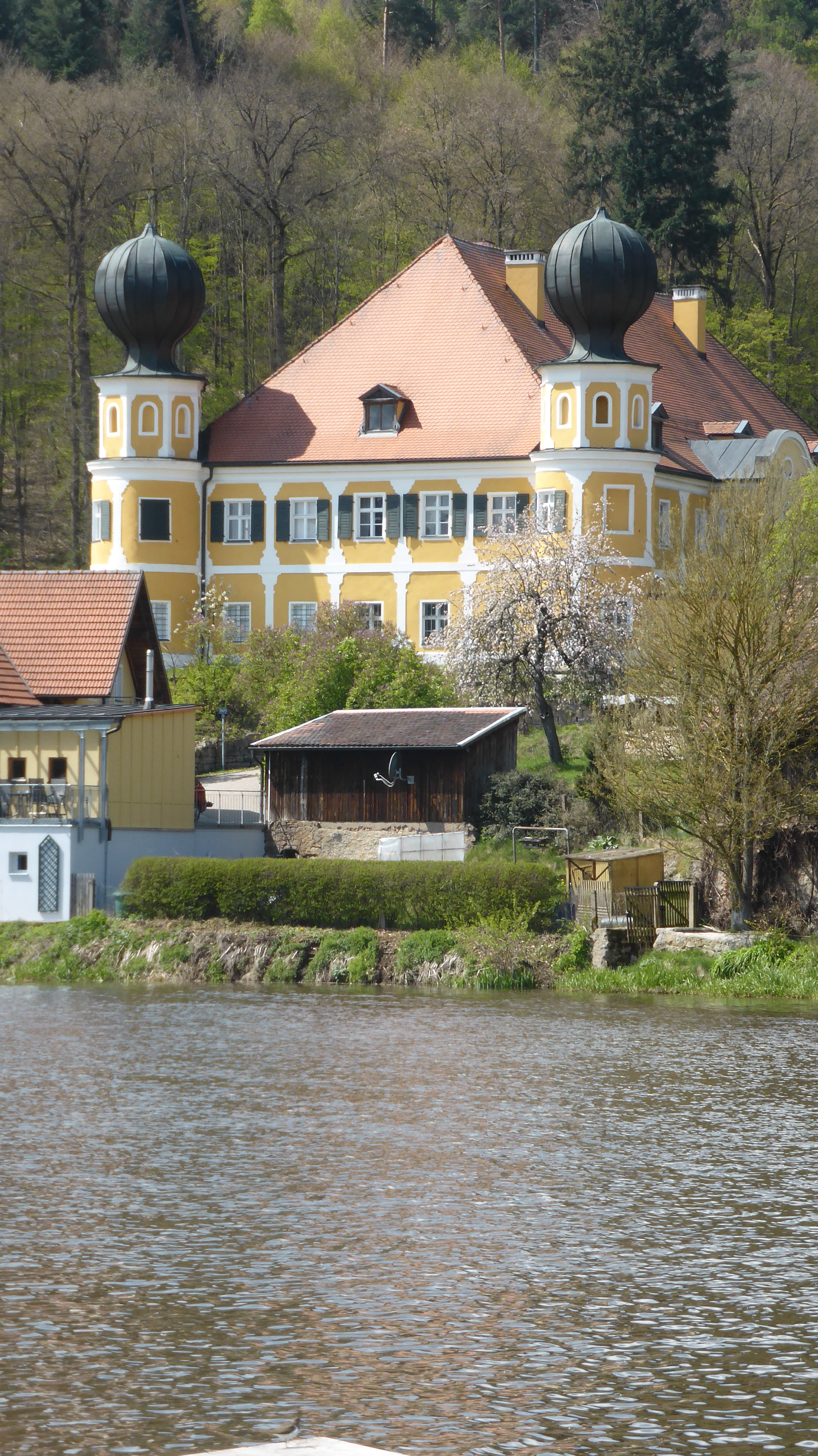
Schloss Ramspau vom Regen aus gesehen

## Geschichte
Um 1694 kamen die Burg Ramspau und der dazugehörige Ort in den Besitz des Grafen Johann Siegmund Anton Franz von Reisach (1670–1743), der Hauptpfleger des kurbayerischen Marktes Regenstauf war. Dieser ließ nach 1700 große Teile der Burg abtragen und als Baumaterial für ein neues Schloss im Ort im Tal verwenden. Das Schloss wurde als eine zweigeschossige barocke Anlage mit Walmdach und vier runden Ecktürmen mit achteckigem Aufsätzen, welche wiederum von Zwiebelkuppeln überragt werden, errichtet. Gegen 1726 war der Bau vollendet.
Weitere Besitzer waren Anton von Pestalozzi, Johann Heinrich von Schneid und Josef Carl von Drechsel. Durch Heirat der Maria Klara von Drechsel kam der Besitz 1803 an Ignatz Marquart Freiherr von Pfetten. Gutsbesitzer Maximilian Marquart Carl-Ludwig Freiherr von Pfetten (1861–1929) war Abgeordneter des Reichstages. Nach dessen Tod erbte dessen Sohn Josef Freiherr von Pfetten den Besitz, der ihn wiederum 1971 an seine Tochter Godula weitervererbte; sie verheiratete sich mit Franz Graf Ledebur-Wicheln.

## Nutzung

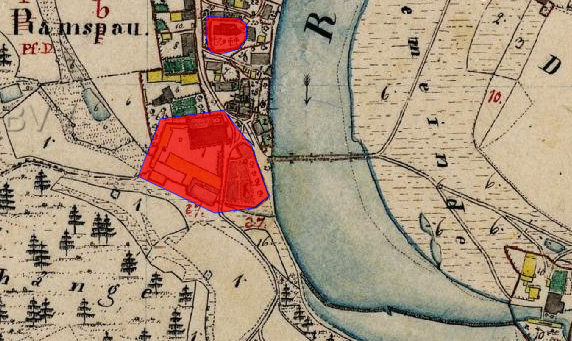
Lageplan von Schloss Ramspau auf dem Urkataster von Bayern

Seit 1995 ist das Schloss im Besitz von Wigbert Graf von Ledebur-Wicheln und seiner Ehefrau Isabella, geborene Gräfin von Ingelheim genannt Echterin von und zu Mespelbrunn. Das Schloss mit Blick auf den Fluss Regen, das immer noch prägend für das Ortsbild von Ramspau ist, befindet sich in einem sehr guten Zustand. Teile der Nebengebäude wurden zu Ferienwohnungen umgebaut. In dem kleinen, zum Schloss gehörenden Park stehen mehrere Steinfiguren.

## Baudenkmal
Die Anlage ist unter der Aktennummer D-3-75-190-53 als denkmalgeschütztes Baudenkmal von Ramspau verzeichnet. Ebenso wird sie als Bodendenkmal unter der Aktennummer D-3-6838-0119 im Bayernatlas als „archäologische Befunde des Mittelalters und der frühen Neuzeit im Bereich des Schlosses von Ramspau“ geführt.